# Тарасов, Александр Николаевич (Герой Социалистического Труда)
Алекса́ндр Никола́евич Тара́сов — советский хозяйственный и партийный деятель, Герой Социалистического Труда.
Член КПСС. Делегат XXIV съезда КПСС.

## Биография
Родился в 1933 году в деревне Онуфриево  (упразднена в 1973 году) Старорусского района Ленинградской области (ныне в Новгородской области). 
Окончил школу ФЗО на станции Рогавка.
- В 1950—1952 — каменщик-штукатур строительного управления «Тёсово-2».
- В 1952—1955 — военнослужащий Советской армии.
- В 1956—1959 — дизелист торфопредприятия «Тёсово», каменщик-штукатур строительного управления «Тёсово».
- В 1959—1984 — каменщик, бригадир комплексной бригады строительного управления № 78 треста № 43 «Новгородхимстрой» Министерства строительства СССР.

Указом Президиума Верховного Совета СССР от 10 марта 1976 года присвоено звание Героя Социалистического Труда с вручением ордена Ленина и золотой медали «Серп и Молот».
Умер в 1992 году в Великом Новгороде.

## Награды и звания
- Герой Социалистического Труда (10.03.1976)
- Орден Ленина (10.03.1976)
- Орден Трудового Красного Знамени (07.05.1971)